# Ла Коте (Долина Аосте)
Ла Коте је насеље у Италији у округу Долина Аосте, региону Долина Аосте.
Према процени из 2011. у насељу је живело 23 становника. Насеље се налази на надморској висини од 752 м.